# Chong Chon Gang
Die Chong Chon Gang ist ein Frachtschiff aus Nordkorea.

## Geschichte
Das 155 m lange Schiff wurde von der Werft Nampo Shipyard in Namp’o gebaut und im Juli 1977 fertiggestellt. Anfangs war das Schiff direkt auf die nordkoreanische Regierung eingetragen, 1996 wurde es auf die Sohae Sonbak Company übertragen.
Im Jahr 2009 übernahm die Chongchongang Shipping Company die Chong Chon Gang. Im selben Jahr wurde das Schiff vor der Küste Somalias von Piraten angegriffen. 2010 wurde das Schiff in der Ukraine festgehalten. Dabei wurden unter anderem verbotene Betäubungsmittel an Bord gefunden.
Am 15. Juli 2013 wurde die Chong Chon Gang von den Behörden Panamas festgesetzt. Das Schiff war auf dem Weg von Kuba durch den Panamakanal nach Nordkorea. Auf Grund eines Hinweises auf Drogenschmuggel wurde das Schiff gestoppt. Die Besatzung des Schiffes versuchte, eine Durchsuchung des Schiffes zu verhindern. Bei der Durchsuchung wurden unter dem geladenen Zucker verschiedene Waffen sowjetischer Herkunft gefunden. Darunter befanden sich Luftabwehrsysteme und zwei Kampfflugzeuge vom Typ MiG-21 sowie 15 Triebwerke für ebendiesen Typ und neun Flugabwehrraketen für das System S-125 Newa/Pechora. Aufgrund des andauernden Korea-Konfliktes und insbesondere des nordkoreanischen Kernwaffenprogrammes unterliegt Nordkorea einem Waffenembargo. Laut der Regierung Kubas sollten die Waffen in Nordkorea lediglich repariert werden und danach zurück nach Kuba gehen.
Im Anschluss an den Waffenfund wurden die 35 nordkoreanischen Besatzungsmitglieder verhaftet. 32 von ihnen wurden im Januar 2014 aus der Untersuchungshaft entlassen, lediglich gegen den Kapitän, den ersten Offizier des Schiffes und den begleitenden Politoffizier wurde ein Verfahren eröffnet, das im Juni 2014 mit Freispruch endete. Das Gericht bewertete die Angeklagten als bloße Befehlsempfänger der nordkoreanischen Regierung, denen keine persönliche Verantwortung für den Waffenschmuggel zugewiesen werden könne. Am 16. Februar 2014 verließ das Schiff den Hafen von Colón mit Kurs auf Kuba, nachdem Nordkorea den panamaischen Behörden zuvor die verhängte Geldstrafe in Höhe von rund 480.000 Euro gezahlt hatte. Die Rüstungsgüter verblieben weiterhin unter der Kontrolle Panamas und wurden nach Gerichtsentscheid vom Juni 2014 offiziell beschlagnahmt, nachdem die Eigentümerschaft mangels einer offiziellen Erklärung der kubanischen Regierung gegenüber den panamaischen Behörden nicht festgestellt werden konnte. Für die ebenfalls weiterhin in Panama gelagerten 200.000 Säcke Zucker suchte Nordkorea zu dieser Zeit noch einen Käufer.
Im Oktober 2014 wurde das Schiff auf die Tonghungsan Shipping Company übertragen und in Tong Hung San umbenannt.

## Beschreibung
Das Schiff verfügt über fünf Laderäume, die mit Faltlukendeckeln verschlossen werden. Vier der Laderäume befinden sich vor dem im hinteren Drittel des Schiffes angeordneten Deckshaus, der fünfte Laderaum befindet sich dahinter. Das Schiff ist mit vier Schiffskranen ausgestattet, die sich zwischen den Luken 1, 2 und 3 sowie hinter der Luke 5 befinden.